# Fazlollah Zahedi
Fazlollah Zahedi (in persiano فضل الله زاهدی‎; Hamadan, 17 maggio 1892 – Ginevra, 2 settembre 1963) è stato un politico e generale iraniano divenuto primo ministro dell'Iran dopo il colpo di stato del 1953.
Con il sostegno dello scià di Persia Mohammad Reza Pahlavi, della CIA e dei servizi segreti britannici prese parte al colpo di stato iraniano del 1953, dove fu deposto il primo ministro Mohammad Mossadeq.

## Biografia

### Infanzia
Zahedi nacque ad Hamadan il 17 maggio 1892, primogenito del ricco proprietario terriero Abol Hassan Zahedi. Pare che la famiglia di suo padre discendesse da dei mistici sufisti, in particolare Zahed Gilani, che fu un'importante autorità spirituale nell'Iran del tredicesimo secolo. Da parte di sua madre, Djavaher Khanom, invece, egli discendeva dallo scià di Persia Karim Khan, della dinastia Zand. Proprio per questo, Fazlollah Zahedi era quindi anche un lontano parente di Mohammad Mossadeq, che deporrà nel colpo di stato del 1953.

### Carriera militare
Raggiunta la maggiore età, entrò a far parte della Brigata Cosacca Persiana, addestrata da ufficiali russi, uno dei suoi superiori militari fu Reza Shah Pahlavi, che a partire dal 1925 divenne il nuovo scià iraniano, deponendo Ahmad Shah Qajar. All'età di 23 anni, come comandante, Zahedi fu inviato a guidare le truppe in battaglia contro le tribù ribelli nelle province settentrionali. Due anni, dopo, per i suoi successi, Reza Shah lo fece promuovere al grado di generale di brigata. Durante il regno di Reza Shah, il generale Zahedi fu nominato governatore militare della provincia di Khūzestān nel 1926, il suo primo incarico governativo importante, e nel 1932 capo della polizia nazionale. Nel 1941 fu nominato comandante generale della divisione di Esfahan.

### Arresto e prigionia

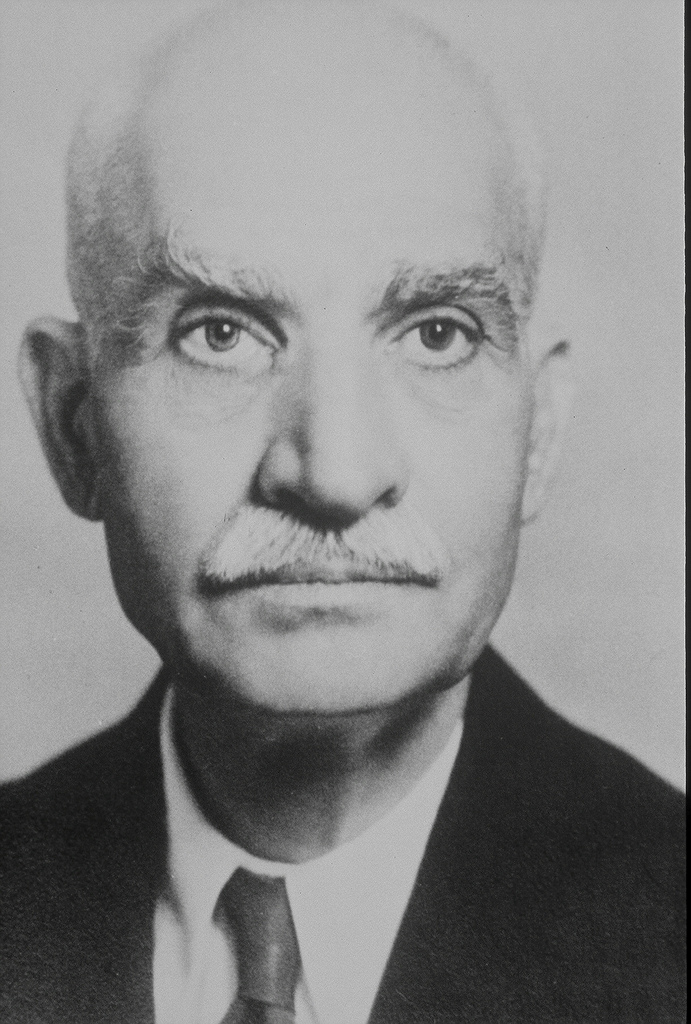
Lo scià Reza Pahlavi nel 1944, in Sudafrica, dopo l'esilio

Durante la seconda guerra mondiale gli Alleati temevano che Reza Shah, che non aveva mai nascosto le proprie simpatie nei confronti di Adolf Hitler, fosse in procinto di allineare la sua nazione, ricca di petrolio, all'Asse. Nel 1941, quindi, il Regno Unito e l'Unione Sovietica invasero ed occuparono l'Iran, costringendo lo scià ad abdicare in favore del figlio, Mohammad Reza Pahlavi. I britannici però erano convinti che il generale Zahedi stesse pianificando un'insurrezione filotedesca, e fu quindi arrestato dall'ufficiale Fitzroy Maclean e internato in Palestina, dove rimase fino alla fine della guerra. Ritornato in patria, Zahedi fu ben accolto dal nuovo scià e fu nuovamente nominato capo della polizia nazionale. Diventerà poi primo ministro dell'Iran in seguito al colpo di stato del 1953.

### Morte
Fazlollah Zahedi morì il 2 settembre 1963, a Ginevra, in Svizzera, dove si trovava per svolgere il ruolo di ambasciatore iraniano presso le Nazioni Unite.

## Carriera politica

### Ideologia politica
Fazlollah Zahedi è considerato politicamente un nazionalista conservatore tendente all'estrema destra, sostenitore di una forte autorità centrale con l'influenza della monarchia. Pare inoltre che, come lo scià Reza Pahlavi, si ritenesse ideologicamente vicino ai principi del nazionalsocialismo.

### Ministero dell'Interno

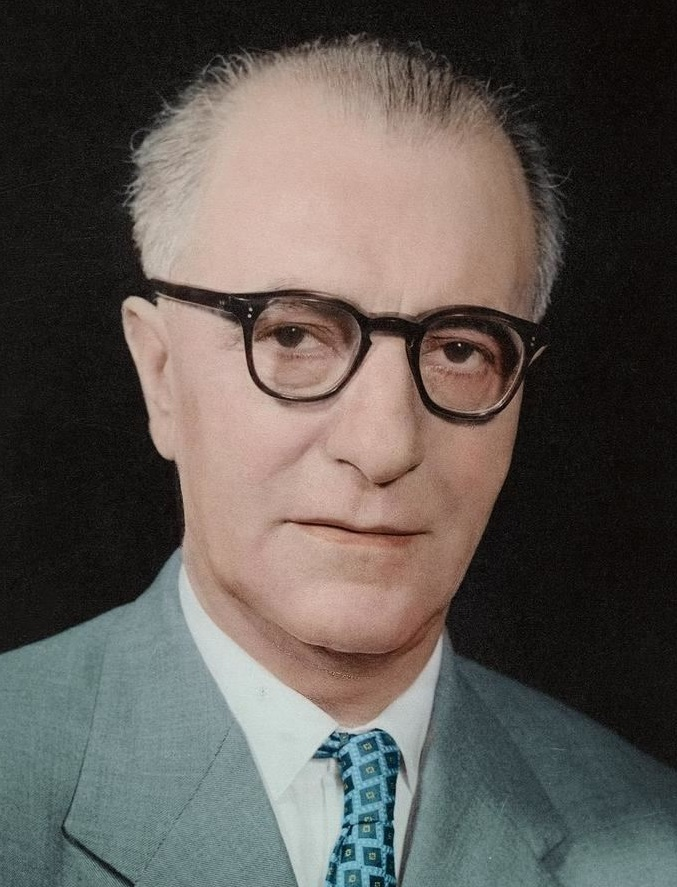
Fazlollah Zahedi, primo ministro dell'Iran dal 1953 al 1955

Ritiratosi dall'esercito, fu nominato senatore nel 1950. Nel 1951 Zahedi fu nominato ministro degli Interni nel governo di Hossein Ala', carica che avrebbe mantenuto anche sotto Mohammad Mossadeq, quando divenne quest'ultimo divenne primo ministro. Zahedi sostenne inizialmente la nazionalizzazione dell'industria petrolifera, in precedenza era stata di proprietà della Anglo-Iranian Oil Company, da parte del governo. Tuttavia, si trovò in contrasto con Mossadeq per la sua tolleranza nei confronti del partito comunista fuorilegge Tudeh. Entrambe le mosse, soprattutto la nazionalizzazione del petrolio, fecero sì che Mossadeq si inimicasse potenze occidentali, in piena guerra fredda, in particolare il Regno Unito e gli Stati Uniti. Zahedi fu poi licenziato il 5 agosto 1951, dopo che represse nel sangue una manifestazione a favore della nazionalizzazione dell'industria petrolifera iraniana. Il primo ministro Mossadeq lo accusò di opportunismo politico e di star favorendo i piani per un colpo di stato, e ruppe definitivamente i rapporti con lui.

### Colpo di stato del 1953
Nel frattempo, le sanzioni imposte dalle potenze occidentali ridussero significativamente le esportazioni di petrolio iraniano, provocando una crisi economica, che creò il malcontento generale, aumentato poi dai crescenti disordini tra i diversi gruppi etnici dell'Iran del sud. Su ordine dei governi del Regno Unito e degli Stati Uniti, con l'aiuto di CIA e MI6, i militari iraniani effettuarono un colpo di Stato che pose fine al governo di Mossadeq e alla monarchia costituzionale, sostituendola con il governo diretto dello scià. La neonata CIA, insieme all'agenzia di intelligence britannica MI6, assunse un ruolo attivo negli sviluppi, definendo il proprio coinvolgimento come Operazione Ajax. Zahedi e i suoi seguaci, finanziati dai servizi di intelligence stranieri, pubblicarono articoli di giornale e pagarono agenti provocatori con l'intento di scatenare rivolte, poi verificatesi a Teheran. Il 15 agosto, dopo il primo tentativo di colpo di stato, lo scià fuggì a Baghdad e subito dopo a Roma, dopo aver firmato due decreti, uno che deponeva Mossadeq e uno che nominava Zahedi primo ministro. Il 19 agosto Mossadeq fu arrestato e tre giorni dopo lo scià fece ritorno in patria. Stando ai rapporti della CIA fu scelto Zahedi per portare avanti l'insurrezione per via del suo fervente anticomunismo, della sua opposizione a Mossadeq e per il suo ampio numero di seguaci.

### Primo ministro dell'Iran
Il governo di Zahedi durò dal 19 agosto 1953 al 7 aprile 1955, ed era per un terzo formato da militari, molti dei quali di ideologia nazista. Finito il suo mandato gli succedette Hossein Ala', che fu ministro dell'Interno prima di lui nel 1951.

## Vita privata
Zahedi sposò Khadijeh Pirnia ol-Moluk, figlia del politico Hossein Pirnia (quest'ultimo era a sua volta figlio di Mirza Nasrollah Khan e fratello di Hassan Pirnia, entrambi primi ministri della Persia durante la dinastia Qajar). La coppia ebbe due figli: Ardeshir (1928 - 2021), politico e diplomatico e Homa (1930 - 2013).